# Лоев, Сергей Вячеславович
Сергей Вячеславович Лоев (род. 1972, Балахна, Горьковская область, РСФСР, СССР — 2024, колония «Снежинка», посёлок Эльбан, Амурский район, Хабаровский край, Россия) — российский серийный убийца. В период с 2000 по 2011 год убил трёх человек: 5-летнюю девочку, свою бабушку и мать. Исключительность уголовному делу Лоева придаёт тот факт, что свидетелями его первого убийства стали несколько человек, многие подозревали его, но за последующие 11 лет никто не обратился в правоохранительные органы по различным причинам, что позволило Лоеву совершить последующие два убийства.

## Биография

### Детство и юность
Сергей Вячеславович Лоев родился в городе Балахне (Нижегородская область) в 1972 году. Был единственным ребёнком в полной семье. Детство и юность провёл в социально неблагополучной обстановке. Оба родителя Сергея страдали алкогольной зависимостью. Его мать Тамара Лоева вела разгульный образ жизни, продолжая злоупотреблять спиртным и знакомиться с мужчинами даже после рождения сына, на почве чего в семье регулярно происходили бытовые ссоры, свидетелем которых становился юный Лоев. Его отец Вячеслав Лоев по натуре был безобидным человеком и алкогольные напитки стал употреблять уже после женитьбы на почве напряжённой атмосферы в семье. В школьные годы в силу своей интровертности Лоев был мало популярен среди сверстников и женского пола, носил статус социального изгоя. В подростковые годы Лоев пережил психотравмирующую ситуацию, связанную с его матерью, которая сильно повлияла на его психоэмоциональное состояние и дальнейшую судьбу. Тамара Лоева была задержана милицией после того, как она в состоянии алкогольного опьянения и будучи обнажённой бродила по улицам. Вскоре этот случай был упомянут в газете «Рабочая Балахна» с указанием фамилии женщины, в которой знакомые Сергея узнали его мать, на почве чего в дальнейшие годы он подвергался травле и насмешкам и окончательно замкнулся в себе. Испытывая стресс, в середине 1980-х годов Лоев полностью потерял интерес к учебному процессу и начал демонстрировать антисоциальное поведение, проводя много времени в обществе подростков и молодых людей, ведущих криминальный образ жизни. Впоследствии он быстро попал под их влияние и рано начал курить, употреблять алкогольные напитки и нюхать клей, а также промышлять воровством. В конце 1980-х годов Лоев был пойман на краже из гаражного кооператива, получив в качестве уголовного наказания лишение свободы. Вскоре после освобождения Лоев был арестован после попытки украсть бутылку водки из магазина и вновь был осуждён к лишению свободы, освободившись в середине 1990-х годов. В колонии Лоев подхватил туберкулёз.
Всю сознательную жизнь Лоев прожил в квартире, расположенной в доме на улице Энгельса в Балахне. Будучи ранее судимым, он испытывал проблемы с трудоустройством и материальные трудности, вследствие чего начал вести маргинальный образ жизни и злоупотреблять спиртным. Несмотря на это, агрессии и девиантного поведения по отношению к окружающим он не демонстрировал, хотя и был замечен в убийстве бродячих собак, мясо которых употреблял в пищу. В конце 1990-х годов отец Лоева умер, после чего он начал проживать с матерью и престарелой бабушкой. В тоже время Лоев женился гражданским браком, однако с женой не сожительствовал.

### Убийства
Первое убийство Сергей Лоев совершил в 2000 году. Жертвой стала пятилетняя Б., проживающая с ним по соседству. 31 мая 2000 года пьяный Лоев, поздно вечером возвращавшийся домой с попойки, встретил её у своего подъезда и предложил ей зайти к нему в гости. Девочка знала Лоева и без колебаний согласилась. В квартире Лоев совершил на неё нападение, в ходе которого, по версии следствия, подвергал её сексуальному насилию. Затем, с целью сокрытия изнасилования Лоев расправился с девочкой: накинул ей на шею матерчатый шнур, сделал четыре оборота, завязал сзади в узел и крепко сдавил. Дождавшись, пока девочка задохнётся, Лоев раздел и расчленил её труп, сложил останки в полиэтиленовый пакет и закопал его в углу на приусадебном участке дома. По словам Лоева, прятать труп ему помогали мать и бабушка (последняя в момент убийства Лоевым девочки находилась в соседней комнате). В этом убийстве Лоев будет разоблачён лишь в 2011 году. 
Пропажа ребёнка без вести вызвала широкий общественный резонанс. Правоохранительными органами были проведены масштабные оперативно-розыскные мероприятия, которые никаких результатов не дали. Тщательно проверяли местность и в районе улицы Энгельса, проверив в том числе дно озера, расположенного возле дома Лоева. В то же время Лоева подозревали в причастности к исчезновению девочки несколько человек, в частности его соседка, видевшая, как он поднимался в квартиру с девочкой в день её исчезновения, однако по каким-то причинам в правоохранительные органы она не обращалась. О своих подозрениях в отношении Лоева свидетельница проинформировала ещё несколько человек, но те также никаких действий не предпринимали, благодаря чему Лоеву удавалась оставаться безнаказанным.

В 2002 году Лоев на почве личных неприязненных отношений совершил второе убийство — своей родной бабушки, с которой он на тот период времени проживал в одной квартире. Бабушка Лоева, как и его мать, знала о причастности Сергея к убийству девочки в 2000 году. В апреле 2002 года пожилая женщина, недовольная безработицей и частыми запоями внука, во время очередной ссоры пригрозила сдать его в милицию, если тот не перестанет пить. В ответ Лоев сильно разозлился и нанёс ей несколько ударов топором по голове, от чего та скончалась на месте. В тот же день он был арестован. В ходе следствия Лоеву удалось скрыть настоящие мотивы убийства, благодаря чему в 2002 году правоохранительным органам не удалось разоблачить Лоева в убийстве девочки и наказание за него он не понёс. 28 октября 2002 года Нижегородский областной суд признал Лоева виновным в убийстве бабушки и назначил ему уголовное наказание в виде 11,5 лет лишения свободы в колонии строгого режима. Во время отбытия наказания Лоев демонстрировал примерное поведение и дисциплинарным взысканиям со стороны администрации исправительного учреждения никогда не подвергался. Тамара Лоева продолжала поддерживать с сыном отношения в период его заключения, в том числе вступала с ним в инцестуальную связь во время длительных свиданий. Из показаний соседки Лоева по имени Ирина:
Тамара, мать Сергея, пока тот сидел, каждые два месяца ездила к нему на «зону», возила передачки. Она мне неоднократно говорила, что когда приезжала его навещать без его жены, то вступала с сыном в интимные отношения. Говорила, что ему там тяжело без женщины. Говорила, что ей жалко его, что бабушка уже пожила, а он ее единственный сын, и ему там тяжело.

Впоследствии жена Лоева рассказала о любопытном случае, который произошёл во время отбытия им наказания:
Однажды свекровь мне рассказала, что у них в огороде закопана девочка. Я не поверила, спросила, не та ли эта девочка, которая пропала несколько лет назад? Она сказала, что да. Что ее убил Сергей. Говорила, что вместе со своей мамой закопали тело в огороде. После этого мы легли спать. Той ночью я проснулась от звона разбитого стекла и увидела, как она подошла ко мне с ножом в руке. Замахнулась. Я резко вскочила, вытянула руки вперед и схватила ее руку с ножом. Крикнула, зачем она это делает? Тогда она заплакала. И сказала, что после того как я узнала о девочке в их огороде, я выдам ее сына. И его опять посадят. Я пообещала ничего никому не говорить. Пока не поговорю с Сергеем. Когда приехала к нему в колонию, то он убедил меня в том, что смерть ребенка наступила из-за несчастного случая.
2 декабря 2010 года Лоев освободился условно-досрочно, после чего вернулся в Балахну. После освобождения он продолжил вести маргинальный образ жизни и злоупотреблять спиртным, в том числе употребляя алкогольные напитки вместе с матерью. 18 сентября 2011 года Лоев совершил последнее убийство — своей матери, которой на тот момент было 62 года. Находясь в состоянии алкогольного опьянения, он вступил с ней в ссору на почве того, что женщина в очередной раз начала высказывать недовольство женой Лоева (по другим данным — как и убитая бабушка, начала угрожать сдать его в милицию за убийство девочки, совершённое в мае 2000 года). В ходе ссоры Лоев совершил на мать нападение, задушил её поясом от халата и положил труп в ванную, после чего продолжил выпивать в своей квартире.

### Арест, следствие и суд
Лоев не стал предпринимать каких-либо попыток скрыть улики и следы преступления и последующие три дня после убийства продолжал находиться с трупом матери в квартире. В милицию его сдала собственная жена, после того как обнаружила свекровь мёртвой. Находясь под арестом, Лоев признался в убийстве матери, а затем был разоблачён и в убийстве девочки: как оказалось, начиная с 2000 года, в Балахне было немало людей, знавших о его причастности к этому преступлению. Экс-следователь Балахнинского МСО СКР по Нижегородской области Евгений Хрокало впоследствии рассказал:
Многие соседи знали о причастности Лоева к пропаже девочки. Но по разным мотивам не сообщали об этом в милицию. Так, например, одна из соседок видела Лоева, в день пропажи ребенка, когда он с ней поднимался к себе в квартиру. Мать Лоева часто и неоднократно говорила соседкам о закопанном в их огороде ребенке, но кто-то боялся Лоева, кто-то просто не верил ее словам. Лишь потом, когда Лоева задержали за убийство матери, люди стали «вспоминать» о его причастности к пропаже девочки.

По показаниям Лоева в месте захоронения убитой девочки были проведены эксгумационные работы, в ходе которых её останки были обнаружены. Вину в её убийстве Лоев не признал, утверждая, что она умерла в результате несчастного случая:
В тот день я забежал домой за закуской и быстро спускался с лестницы, с силой открыл дверь в подъезде и случайно задел ею девочку. Она ударилась головой и упала. Я принес ее домой, и мы с бабушкой попытались ей помочь. Но она уже была мертва. Тогда бабушка сказала, что тело надо закопать. Я принес клеенку, бабушка сложила девочку пополам, потом я замотал этот сверток скотчем и закопал в огороде.
Своей позиции в ходе дальнейшего расследования, а затем и на судебном процессе Лоев не изменил, хотя и был ознакомлен с результатами судебно-медицинской экспертизы, проведённый с останками трупа девочки: на её шее были обнаружены обрывки верёвки, что полностью опровергало версию Лоева. По итогам следствия Лоеву были предъявлены обвинения по ст. 105 ч. 2 п.п. "а", "в" (убийство двух и более лиц; убийство малолетнего лица, заведомо для виновного находящегося в беспомощном состоянии). Сексуальное насилие над убитой девочкой доказано не было, хотя по мнению следователей имело место быть. Свою вину Лоев признал частично. 15 июня 2012 года Нижегородский областной суд признал Сергея Лоева виновным по всем пунктам обвинения и назначил ему уголовное наказание в виде пожизненного лишения свободы. Лоев подал кассационную жалобу на приговор, которая была рассмотрена 13 сентября того же года в Верховном суде. В ней Лоев полагал, что его действия связанные со смертью девочки следует переквалифицировать на статью 109 «Причинение смерти по неосторожности», а причинение смерти матери на статью 107 «Убийство, совершённое в состоянии аффекта», однако суд его доводы не учёл и оставил пожизненный приговор без изменений.

### Заключение и смерть
После осуждения Сергей Лоев был этапирован для отбытия наказания в ФКУ «Исправительная колония № 56 Управления Федеральной службы исполнения наказаний по Свердловской области», более известную как «Чёрный беркут». В «Чёрном беркуте» Лоев пробыл вплоть до 2019 года, пока колония не была закрыта. Для отбытия дальнейшего наказания Лоев был переведён в ФКУ «Исправительная колония № 6 Управления Федеральной службы исполнения наказаний по Хабаровскому краю», более известную как «Снежинка» (посёлок Эльбан Амурского района Хабаровского края). В заключении Лоев увлёкся изучением уголовно-процессуального кодекса и статей о конституционных правах граждан. В 2024 году Лоев подал гражданский иск в Свердловский районный суд Костромы против сотрудников «Чёрного беркута» обвиняя их в незаконном применении к нему спецсредств — наручников, а также клеймении его одежды надписью «пожизненно», что по мнению Лоева нарушало его права как человека. Иск Лоев подавал совместно с другим заключённым — неким Владимиром Викторовичем Меньковым. В удовлетворении ходатайства о начислении компенсации за моральные страдания Лоеву было отказано.
В том же 2024 году Сергей Лоев скончался в колонии «Снежинка» в возрасте 52 лет. Точная причина смерти неизвестна.